# Kodkod
Kodkod (Oncifelis guigna) är det minsta kattdjuret som förekommer i Sydamerika.

## Utseende
Kodkoden är den minsta arten av kattdjur på de amerikanska kontinenterna. Den har en kroppslängd (huvud och bål) mellan 37,5 och 51 cm och väger bara mellan 1,5 och 2,8 kilogram. Pälsen har en grå- eller gulbrun färg med små svarta fläckar. Ibland bildar fläckarna linjer. Katten har breda tassar och en yvig svans som är 19,5 till 25 cm lång. Öronens baksida är svart med en påfallande vit fläck som saknas hos några exemplar. I bergsregioner finns ofta helt svarta djur. På öarna Chiloé och Guaitecas förekommer huvudsakligen svarta individer.

## Utbredning
Detta kattdjur lever i skogar i centrala och södra Chile samt i angränsade delar av Argentina. Den förekommer även på öarna utanför Chiles kust, till exempel Chiloé. Här är beståndet särskilt stort på grund av att det saknas fiender.
I sitt levnadsområde förekommer katten upp till trädgränsen, som här ligger mellan 1900 och 2500 meter. Arten är beroende av fuktiga blandskogar i södra Anderna och i kustregionen, särskilt av regnskogar med mycket gräs på marken. Även i Argentina kännetecknas levnadsområdet av blandskog, epifyter och lian. Andra habitat kan vara fuktigt buskland och barrskog.
Av kodkoder som förekommer i buskland har hittills bara en enda individ, som levde i området runt staden Valparaíso, beskrivits. Detta djur var tydligt ljusare än sina artfränder och klassades först som underart, O. g. molinae, men denna indelning är inte godkänd av andra forskare.
Katten är okänslig mot förändringar och inflyttning av människor och den lever även i närheten av boplatser och på jordbruksmark. Till exempel är regionen kring Valparaíso, där katten fortfarande hör hemma, civilicerad sedan fler än tusen år, och för omkring 150 år sedan försvann all skog med undantag på några få ställen.

## Levnadssätt
Kodkods levnadssätt är inte särskilt känt. Djuret klättrar bra och jagar fåglar, mindre reptiler och små däggdjur. Bland de sistnämnda utgörs bytesdjuren huvudsakligen av marklevande gnagare, som uteslutande jagas på marken. Arter ur ekorrfamiljen och andra trädlevande däggdjur tillhör inte till kattens byten. Det finns uppgifter om att kodkodhannar dödat tamhöns, men honorna är för små för att lyckas med det. Det antas att katten i naturen är aktiv på natten, men iakttagelser i djurparker har visat att den är aktiv på dagen.
Under en studie registrerades en grupp med fem exemplar som delade ett 1,5 km² stort revir. Ett annat forskarlag dokumenterade 2,7 km² stora territorier för enskilda individer med en större överlappning av reviren.
Dräktigheten varar i ungefär tio veckor (72 till 78 dagar). Honan föder en till fyra ungar åt gången.

## Taxonomi
Några forskare betraktar kodkod som en underart till Geoffroys katt. Nyligen utförda molekylärgenetiska undersökningar styrker detta påstående och de kan i alla fall ses som systerarter. En annan nära besläktad art är pampaskatten (Oncifelis colocolo).
Det är inte helt utrett till vilket släkte katten ska räknas. Tidigare klassades arten, som nästan alla mindre katter till släktet Felis. Senare flyttades kodkod till släktet Oncifelis. I nya systematik, till exempel i Wilson & Reeder (2005), infogas släktet Oncifelis i släktet Leopardus.
Arten delas upp i två underarter:
- Oncifelis guigna trigillo - förekommer i central Chile. Detta taxa saknar fläckar på fötterna och har blekare pälsfärg.
- Oncifelis guigna guigna - förekommer i södra Chile. Detta taxa är mindre, har fläckar på fötterna och intensivare pälsfärg.

## Hot
Kodkod listas av IUCN som sårbar och står i Washingtonkonventionen (CITES) i appendix II. Beståndet uppskattas till mindre än 10 000 individer och djuret är skyddat i Chile och Argentina. Handel med dessa katter eller föremål tillverkade av dem är förbjuden och i utbredningsområdet finns flera skyddsregioner.
Ursprungligen var denna art jämförelsevis talrik. Det största hotet utgörs av förstörelsen av kattens levnadsområde. Detta hot förekommer huvudsakligen i levnadsområdets norra delar. I centrala Chile är populationen relativt stor och katten har tack vare god tillgång till gnagare möjligheten att föröka sig.
Jakt utgör ett mindre hot trots att katten ibland dödas av bönder som vill skydda sina tamhöns. Även vid illegala rävjakter faller dessa katter ibland offer för jägare. Päls av kodkod finns mycket sällan i handeln. Inte heller i djurparker förekommer någon kodkod med ett enda undantag – djurparken i Santiago de Chile har ett djur av hankön.

## Etymologi
Det antas att kodkod är en spansk omvandling av ordet colocolo som används av Mapuchefolket i Sydamerika. Ordet colocolo ingår däremot i det vetenskapliga namnet av pampaskatten (O. colocolo). De spansktalande som lever i kattens utbredningsområde kallar djuret för La güiña.